# 德星艦
德星艦由中華民國財政部關稅總局委由日本大分縣臼杵造船所建造，於1977年11月交船、12月完工，2000年移撥至行政院海岸巡防署，執行各項海難救助之任務，並長期遠赴澎湖、東沙與南方專屬經濟海域，執行驅逐大陸漁船及護漁任務，於2015年1月31日除役，停泊於高雄港真愛碼頭旁。
原隸屬於海洋巡防總局南部地區機動海巡隊，母港為高雄港。

## 艦上系統

### 動力系統
- 主機馬力：2,940PS × 2
- 發電機功率：200KW x2
- 可變螺距螺槳兩只雙舵

### 武器裝備
- 艦艇配置：
  - T-75 20毫米機炮一門
  - T90重機槍2~4挺
  - T75班用機槍3挺
- 執勤人員配置：
  - 烏茲衝鋒槍5支
  - T65K2步槍5支
  - T75手槍10支
- 其他裝備：
  - 艦載小艇4艘